# مارغاريدا العذراء (فلم)
مارغاريدا العذراء (بالإنجليزية: Virgin Margarida)، هُو فيلم دراما برتغالي صدر سنة 2012 وأخرجه ليشينيو أزيفيدو.

## وصلات خارجية
- مارغاريدا العذراء  في قاعدة بيانات الأفلام على الإنترنت (بالإنجليزية)